# Anhydrite
Anhydrite, або ANH — це криптовалюта, токен стандарту BEP-20, смарт-контракт якого розгорнутий у мережі блокчейну Binance Smart Chain (BSC). Криптовалюта Anhydrite, вимовляється — Ангідрит, видобувається особливим методом, який розробники називають Pyramiding.

## Позначення
Для скорочення замість слова «Anhydrite» часто використовується абревіатура ANH. Такий запис схожий на коди валют, подібні скорочення присутні та використовуються у всіх криптовалют, наприклад BTC у біткойна чи ETH у Ефіру. Також ця абревіатура прописана у смарт-контракт та може бути отримана при запиті значення функції symbol().

## Розподіл токенів
При розгортанні смарт-контрактів, було створено 60 мільйонів монет ANH, частина з яких передана розробникам як винагорода, а решта спрямована на окремий рахунок та використовується для популяризації проєкту, залишок токенів на цьому рахунку, після завершення рекламної кампанії та краудсейлу, буде спалено.  Можливості ручного карбування монет немає, тому подальше карбування відбувається лише автоматично та в кількостях які економічно виправдані й розраховуються згідно спеціальної формули.

## Добування криптовалюти
В Anhydrite для добування нових монет ANH використовуються «Відкриті крипто-піраміди», або, коротша назва — структури Pyramids, тому, такий метод карбування відповідно називається Pyramiding. У даному методі застосовано нетипове використання NFT, кожна піраміда побудована з таких, особливих NFT, що також надає унікальності їх структурі та всьому проєкту.

## Відкриті крипто-піраміди
«Відкриті крипто-піраміди» в проєкті Anhydrite це особливий інструмент для карбування нових монет ANH та автоматичного регулювання курсу відносно криптовалюти BNB.

### Відмінності пірамід
Усього на момент публікації цього матеріалу створено та функціонує 5 пірамід, які мають деякі відмінності одна від іншої, а саме — кратність, вартість одного блоку та кількість винагороди, яка видається учаснику під час купівлі.

#### Пурпурна Піраміда
- Кратність: двократна
- Вартість одного блоку ANB: 10 BNB
- Винагорода: 5000 ANH

#### Зелена Піраміда
- Кратність: двократна
- Вартість одного блоку ANB: 1 BNB
- Винагорода: 500 ANH

#### Жовта Піраміда
- Кратність: двократна
- Вартість одного блоку ANB: 0,1 BNB
- Винагорода: 50 ANH

#### Помаранчева Піраміда
- Кратність: двократна
- Вартість одного блоку ANB: 0,01 BNB
- Винагорода: 5 ANH

#### Червона Піраміда
- Кратність: чотирикратна
- Вартість одного блоку ANB: 0,01 BNB
- Винагорода: 10 ANH

## Економічна безпека
Звичайно, що у структури «Відкритих крипто-пірамід» є деяка схожість з фінансовими пірамідами, проте, є функції та запобіжники, які діють у певному порядку і їх неможливо обійти, що робить «Відкриті крипто-піраміди» безпечними для інвестування.
Повернення витрат інвестора, є першим кроком, який здійснюється під час роботи піраміди а надалі він отримує лише чисті прибутки, без жодних ризиків.
Крім того, всі цінності, які вносяться на рахунок пірамід захищені програмно і не можуть бути переміщені чи заблоковані ніким, лише інвестори мають можливість виводити власні прибутки і лише на адресу гаманця, який був використаний при інвестуванні в піраміду.

### Смарт-контракти
Anhydrite (ANH): 0x578b350455932aC3d0e7ce5d7fa62d7785872221
Purple Pyramid (ANB): 0x15e584A1527EF01Dd0cF6C1D1d140cD5dE9D65cC
Green Pyramid (ANB): 0xF855294bd9573698380dFC4e25054b2FA9c57E9B
Yellow Pyramid (ANB): 0x586b3EbCAd926867B3C6329Fa6b1D79A74B50249
Orange Pyramid (ANB): 0x0CB3765bC673Ecfc55Fa36Ced05aC83572313e21
Red Pyramid (ANB): 0xD44DFd8230cF2A821F76C2B1F0679028ff7c084e